# Erdőgazdálkodás Magyarországon
Magyarország területének több mint 20%-át erdő borítja, az itt végzett tudatos emberi tevékenységet összefoglaló néven erdőgazdálkodásnak, erdészetnek nevezzük. 
Hazánk viszonyai olyanok, hogy az úrbéri szabályozások és erdőelkülönitések folytán az erdők mindinkább kisebb térre fognak szoritattni, mert a kevésbé hegyes söt gyakran lapályos vidéken, ha a meglévő erdők a közbirtokosok közt eloszlatnak; többnyire kiirtatni, és jövedelmezőbb szántó vagy kaszálló földekké fognak alakíttatni, úgy hogy idővel egyedül a nagyobb birtokosok és helységek — az utóbbiak a törvények által kénszeritve — birandnak ily helyeken erdővel. Államgazdászati szempontból, az egyes birtokost, ez átváltoztatásban gátolni nem lehet, mert a térnek más mivelési ággal nagyobb hasznát veendi, és vele együtt az ország termesztési képessége is növekedik.
Ma a kormányzati távlati célkitűzések közt szerepel, az erdőterület 25%-ra növelése.  Ebbe a tevékenységbe alapvetően az erdő folyamatos növekedése által megtermelt famennyiség kitermelése, használata tartozik. A fahasználaton túl az erdőgazdálkodás egyéb mellékhasznot is szolgáltat, mely szintén az erdőgazdálkodás témakörében jelenik meg. Ezt szaknyelven erdei mellékterméknek, a velük kapcsolatos tevékenységet pedig erdei mellékhasználatnak nevezik. Az erdei mellékhaszonvételek közt említhető a gomba, moha, díszítőanyag, gyanta, erdei gyümölcs, gubacs, agancs, gyógynövény gyűjtése, méztermelés, fűz- és nádtermelés.

## Főbb tudnivalók
Az általános európai helyzettől eltérően hazánkban az összes erdőterület 85%-án lombos erdő található, a fenyőerdők területe 15%. Az ún. természetközeli állományok az összes erdőterület mintegy felén találhatók.
Az élőfakészlet 85%-át a lombos fafajok alkotják, amelyben a tölgy fafajcsoport 26%-os aránya kiemelkedő, míg a további sorrend: fenyők: 15%, cser: 13%, bükk és akác 12-12%, nyárak 6%. Főleg az erdőtelepítések nagy arányára vezethető vissza, hogy magas a 0-20 (32%) és a 20-40 éves korosztályok aránya (29%).
Az erdészet az agrárium  szerves része. Megújítható nyersanyagai, termékei és szolgáltatásai révén azonban számos más tárcához tartozó ágazati tevékenység alkotó eleme. Magyarországon az erdő – a szántó után – a második legnagyobb művelési ág. A faállománnyal borított terület alapján az ország erdősültsége 19,6%.
Az  1996. évi LIV. törvényben az erdő elsődleges rendeltetésének primátusa gazdasági, védelmi, egészségügyi-szociális, turisztikai, oktatási-kutatási célokat definiál. Az erdő egyes rendeltetései egymástól elválaszthatatlanok, ezért az erdőgazdálkodási tevékenység során e rendeltetésekre egyidejűleg kell tekintettel lenni.
A teljességre törekvő (holisztikus) és ágazatközi megközelítés alapján készült Magyarország Nemzeti Erdőprogramjának  tervezete, melynek az előttünk álló 10 éves időszakra előirányzott célprogramjai alkotják az erdészet jövőképét. Ezek közül a legfontosabbak a következők:
- Az állami erdőgazdálkodás fejlesztése terén olyan tulajdonosi, kezelői intézményi szerkezet kialakítása szükséges, amely hosszú távon biztosítja az állami erdővagyon megőrzését, a termelés fejlesztését, és az azt kezelő szervezet működőképességét.

- A magán-erdőgazdálkodás fejlesztésében sürgető feladat a jelenleg nem művelt erdőterületeken az erdőgazdálkodási tevékenység beindítása. Ez elősegíti többek között e területeknek a gazdasági életbe való bevonását, a közcélú feladatokban történő részvételét, a tartamosság biztosítását az ország összes erdeiben.

- A racionális fahasznosítás területén ökológiai és gazdasági szempontból is alapvető nemzetgazdasági érdekünk a fenntartható erdőgazdálkodásban termelt, újratermelhető, környezetbarát faanyag fokozottabb felhasználása.

- A vidék- és területfejlesztés, erdőtelepítés vonatkozásában az agrárátalakulás során felszabaduló területek erdősítése növeli a nemzeti erdővagyont, munkalehetőséget teremt, és folyamatos foglalkoztatást biztosít a vidék számára. Az erdőszerkezet-átalakítás, a külterületi és belterületi fásítások a táj környezeti állapotának és a biodiverzitásnak a növelése mellett hozzájárulnak a tájképi hatások javításához, a vidéki turizmusfejlesztés lehetőségeihez, és emelik a vidéki élet minőségét.

- Az ember és az erdő viszonyának javítását illetően az ember felelőssége, a társadalom erdő iránti igénye növekedett a természeti folyamatok megértésében, működőképességének megőrzésében, a környezeti állapot javításának és fenntartásának terén.

- Természetvédelem az erdőben, mely azt jelenti, hogy a természeti értékek és területek védelmét, az erdők biológiai sokféleségének megőrzését nem lehet kizárólag a jogszabályok alapján védetté nyilvánított objektumokra (például fajokra, élőhelyekre, területekre) korlátozni, hanem egész rendszereket, indokolt esetben a természetes tájakat, azok ökológiai potenciáljával együtt kell védelemben részesíteni (NATURA 2000)

- Az új szemléletű, modern erdővédelem – ami egyúttal az erdővagyon védelmét is jelenti – elsősorban a károk megelőzését, a természetes folyamatok nagyobb mértékű érvényesülését, az erdők önszabályzó képességének fokozását állítja középpontba. Az így kialakuló természet-közeli erdők jobban szolgálják az erdők többcélú funkcióit (Forest Focus).

## Igazgatás

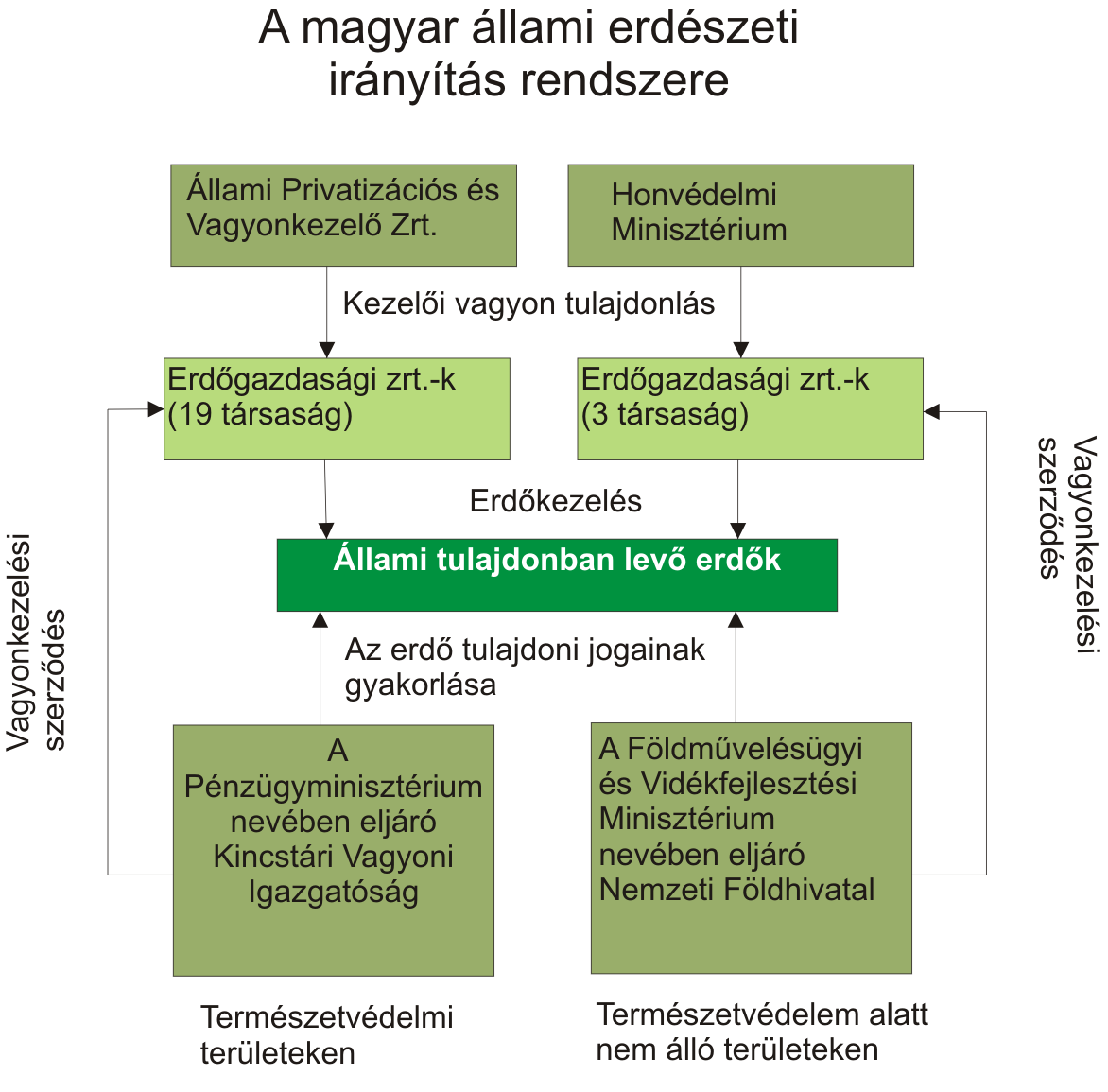
A magyar állami erdészeti irányítás rendszere.

A Vidékfejlesztési Minisztérium feladatait meghatározó kormányrendelet értelmében ágazati irányítás alá tartozik többek között az erdőgazdálkodás, az erdővagyon védelme, az elsődleges faipari termelés, és ezekhez kapcsolódó szolgáltatás.
Az VM Erdészeti Főosztály stratégiai feladatait az alábbiakban foglalhatjuk össze:
- érvényesíti a hosszú távú erdőállomány-gazdálkodási tervekben rögzített tartamos erdőgazdálkodást
- kidolgozza az erdészeti jogszabályokat és alakítja az erdészeti politikát
- irányítja az erdőgazdálkodási tevékenységet, az erdővagyon védelmét, és az elsődleges fafeldolgozást
- vizsgálja a fagazdálkodás nemzetgazdasági összefüggéseit
- összehangolja az erdészettel összefüggő környezet- és természetvédelmi tevékenységet, irányítja és szervezi az erdővédelemmel kapcsolatos tevékenységet, fenntartja és működteti az erdővédelmi mérő- és megfigyelő rendszert
- az állami- és magánerdő-gazdálkodás működését értékeli, fejlesztési lehetőségeket dolgoz ki, és összefogja a birtokrendezési ügyeket
- elkészítteti és jóváhagyja a körzeti erdőterveket
- fenntartja az Országos Erdőállomány Adattárat, és az erdők állapotáról éves tájékoztatót készít
- meghatározza az erdészeti-műszaki fejlesztés irányait, és ide tartoznak az erdei vasutak és az erdőfeltárás igazgatási ügyei is
- ellátja a másodfokú hatósági és erdészeti szakhatósági feladatokat is
- közreműködik az EU-tagállami működés feladatainak ellátásában
- a felügyelete és irányítása alá tartozik a megyei kormányhivatalok erdészeti igazgatóságai az elsőfokú hatósági és szakhatósági szint

2006. május 29-én az erdőgazdálkodást a Magyar Köztársaság minisztériumainak felsorolásáról szóló törvény  tervezete átsorolta a Környezetvédelmi és Vízügyi Minisztérium hatáskörébe.

## Érdekvédelem
Az érdekvédelmi feladatokat a Magán Erdőtulajdonosok és Gazdálkodók Országos Szövetsége (MEGOSZ) látja el.
Biztosítja a  magyarországi magánerdőtulajdonosok érdekvédelmét, támogatja a kezdeményezéseket, segíti munkájukat, a különböző megmozdulások összehangolását, segíti az információcserét az erdőgazdálkodók között.
Feladatai:
- képviselni a magyar magánerdőtulajdonosokat itthon és külföldön
- képviselni a szövetség tagjait
- közvetíteni a magánerdőtulajdonosok és a politika között

FAGOSZ = Fagazdasági Országos Szakmai Szövetség - A FAGOSZ gazdasági érdekképviseleti szervezet. Szakmai és munkaadói érdekképviseletet lát el. A Szövetség az egyesülési törvény alapján (azaz magánjogi alapon) jött létre, tagsága önkéntes. Az átfogott szakterület: erdőgazdálkodás, fafeldolgozóipar és fakereskedelem. Tagsága a FATUDAKOZÓból leszűrve.

## Magyarország állami erdőgazdálkodói
- Bakonyerdő Erdészeti és Faipari Zrt., Pápa. Honlap
- DALERD Délalfőldi Erdészeti Zrt., Szeged. Honlap
- Egererdő Erdészeti Zrt., Eger. Honlap
- Északerdő Erdőgazdasági Zrt. Honlap
- Gemenci Erdő- és Vadgazdaság Zrt., Baja. Honlap
- Gyulaj Erdészeti és Vadászati Zrt., Tamási. Honlap
- Ipoly Erdő Zrt., Balassagyarmat. Honlap
- Kisalfőldi Erdőgazdaság Zrt., Győr.  Honlap
- KEFAG Kiskunsági Erdészeti és Faipari Zrt., Kecskemét. Honlap
- Mecsekerdő Zrt., Pécs. Honlap
- NEFAG Zrt., Szolnok. Honlap
- NYÍRERDŐ Nyírségi Erdészeti Zrt., Nyíregyháza. Honlap
- Szombathelyi Erdészeti Zrt., Szombathely. Honlap
- Tanulmányi Erdőgazdaság Zrt., Sopron. Honlap
- VADEX Mezőfőldi Zrt., Székesfehérvár. Honlap
- Vértesi Erdő Zrt., Tatabánya. Honlap
- Zalaerdő Erdészeti Zrt., Nagykanizsa. Honlap
- HM Verga Zrt., Veszprém. Honlap Archiválva 2011. november 6-i dátummal a Wayback Machine-ben
- HM Kaszó Erdőgazdaság Zrt. Kaszó. Honlap
- HM Budapesti Erdőgazdaság Zrt., Budapest. Honlap
- Pilisi Parkerdő Zrt., Visegrád., Honlap
- SEFAG Erdészeti és Faipari Zrt., Kaposvár. Honlap